# Зозуля каштановокрила
Зозу́ля каштановокрила (Clamator coromandus) — вид птахів з родини зозулевих (Cuculidae).

## Поширення
Цей птах живе в Південній і Південно-Східній Азії від Індії до В'єтнаму, Китаю, Філіппін та Індонезії. Бродяжні птахи спостерігалися в Японії та на Палау. Його природними середовищами існування є субтропічні або тропічні мангрові ліси, савани та чагарники, а також луки, вторинні ліси та сільські сади.

## Опис
Тіло завдовжки від 38 до 46 см, з них на хвіст припадає близько 23 см. Вага від 66 до 84 грамів. Яскраво вираженого статевого диморфізму немає. І у самців, і у самиць верх голови, боки голови і капюшон блискучі чорні. Яскраве біле кільце проходить уздовж потилиці. Задня частина голови блискуча чорна. Внутрішні покриви крил і верхні покриви хвоста також блискучі чорні. З іншого боку, первинні та покривні крил яскраво-каштаново-коричневі. Підборіддя і горло блідо-іржавого кольору, груди і живіт білі. На боках він стає сірувато-білим, підхвістя чорне і сяє фіолетовим відблиском. Хвострові пера чорно-фіолетові, зовнішні хвостові мають білі кінці. Дорослі птахи мають бліду червонувато-коричневу райдужку, а молоді птахи мають горіхово-коричневу райдужку. Дзьоб чорний із зеленуватим відтінком. Лапи і гомілки сірі.

## Спосіб життя
Він живе невеликими групами по 3-4 птахи або поодинці. Комахоїдний птах. Шукає у великих чагарниках переважно гусениць, а також метеликів, жуків та багатьох інших комах.
Шлюбний період триває влітку. Ця зозуля є гніздовим паразитом — самиця відкладає яйця в гнізда інших менших видів, переважно тимелій з роду Garrulax і Turdoides, чиї яйця такі ж світло-блакитні, як і її.